# Paranoia
 For alternative betydninger, se Paranoia (flertydig). (Se også artikler, som begynder med Paranoia)
 "Paranoid" omdirigeres hertil. For Black Sabbath-albummet, se Paranoid (album).
|  | Sammenskrivningsforslag Artiklerne Paranoid personlighedsforstyrrelse, Paranoia er foreslået sammenskrevet. (Siden december 2019) Diskutér forslaget |

Paranoia (græsk: afsind eller forrykthed) også kaldet paranoid psykose er en kronisk lidelse, der er karakteriseret ved forekomsten af langvarige vrangforestillinger. Til forskel fra paranoid skizofreni forekommer der ingen tankeforstyrrelser eller direkte bizarre vrangforestillinger. Den paranoides vrangforestillinger karakteriseres ofte som påstande mod den omgivne verden. Der skelnes mellem to slags paranoide psykoser: Enkelt paranoia hvis vrangforestillingerne kun handler om samme tema, eller andre paranoide psykoser hvis vrangforestillingerne omhandler flere forskellige temaer. Gennem historien har der været mange forklaringer til paranoid psykose, blandt andet psykoanalytikeren Sigmund Freud forklarede paranoiaen gennem forsvarsmekanismen projektion, hvor en ond og truende del af personligheden fraspaltes, og lægges over på andre. Den tidligere onde del i personen er derved blevet uskadeliggjort gennem det paranoide system. Den paranoide oplever dog imidlertid en trang til at beskæftige sig med dette onde og bekæmpe det. Det er også af og til denne proces, der gør det svært at behandle folk med denne lidelse, da det kan være meget smertefuldt at træde ud af den paranoide verden og genoptage de afspaltede forestillinger. 

## Overblik
Paranoia er en betegnelse for en tilstand af systematiske vrangforestillinger ved en ellers velfungerende person. Dvs. man kan være overbevist om, at man bærer rundt på en sygdom, lægerne ikke har opdaget, og bliver derfor ved med at søge læge. Udover denne forestilling fungerede man som et normalt menneske.

## Årsager til paranoid psykose
Man kender ikke den præcise årsag til paranoid psykose. Både arv og miljø spiller en vigtig rolle.
Der ses en større risiko for paranoid psykose, hvis man er oppe i årene, er enlig, lever isoleret og hører eller ser dårligt. Desuden ses tilstanden hyppigst hos kvinder. Oftest begynder sygdommen med, at man har været udsat for en psykisk belastning som f.eks. en konflikt i familien. 
Det antages, at neurotransmitteren dopamin har indflydelse på dannelsen af paranoide lidelser, da antipsykotika, der virker på dannelsen af dopamin, har effekt på vrangforestillingerne.
Det begynder ofte med, at man har en mistanke om, at der er noget galt. Denne mistanke kan man tænke så længe over, at den kommer til at fylde hele ens bevidsthed. 
Ofte har man ikke en reel grund til at føle sig uretfærdigt behandlet, men man bliver ved med at hænge fast i det, og det udvikler sig efterhånden til at være kernen i en vrangforestilling.

## Behandling
Medicin: Mod paranoid psykose er det muligt at få antipsykotisk medicin som f.eks. Cisordinol der også har virkning på skizofreni. Sådanne medikamenter har dog ofte kun beskeden virkning på vrangforestillingerne.

## Fodnoter
1. ↑  "Patienthåndbogen:Paranoid Psykose". Arkiveret fra originalen 11. maj 2012. Hentet 22. februar 2012.
2. ↑  Paranoid psykose ugeskrift for læger
3. ↑  Cullberg 1999 s. 300
4. ↑  http://laegehaandbogen.dk/psykiatri/tilstande-og-sygdomme/paranoia-27636.html Lægehåndbogen: Paranoia
5. ↑  "Patienthåndbogen: Paranoid Psykose". Arkiveret fra originalen 11. maj 2012. Hentet 22. februar 2012.